# محمد پارسا
خواجه محمد پارسا یکی از مشایخ طریقه نقشبندیه در قرن هشتم هجری است. نام و نسبش را محمد بن محمد بن محمود الحافظی البخاری و کنیه اش را ابوالفتح نوشته‌اند. نسبت حافظی به نام جدش حافظ الدین کبیر محمد بخاری اشاره دارد که در شمار علمای سده هفتم هجری است. نسبش را به عبدالله بن جعفر طیار می‌رسانند.
فخرالدین علی صفی مؤلف رشحات عین الحیات که از جمله منابع متقدم و معتبر دربارهٔ طریقه نقشبندیه است دربارهٔ لقب پارسا چنین آورده‌است:
«در مبادی احول که حضرت خواجه محمدپارسا آغاز ملازمت حضرت خواجه [بهاءالدین] کرده‌اند، روزی در اثنای مجاهدات و ریاضات به در خانه حضرت خواجه ـمده بودند و بیرون در منتظر ایستاده، اتفاقاً کنیزکی از خادمان حضرت خواجه بیرون درآمده، حضرت خواجه از وی پرسیده‌اند که بیرون کیست؟ وی گفته جوانی است پارسا که بر در منتظر ایستاده. حضرت خواجه بیرون آمده‌اند و خواجه محمد را دیده‌اند، فرموده‌اند که شما پارسا بوده‌اید. از آن روز باز که این لفظ بر زبان مبارک ایشان گذشته در السنه و افواه افتاده و خدمت محمد به این لقب مشهور شده‌اند.»
خواجه محمد در سال ۷۴۹ق در بخارا ولادت یافت. وی در میان خانواده ای تربیت یافت که همه از مشاهیر بخارا بودند. از ابتدای احوال و زندگانی این صوفی حنفی مذهب اطلاعی در دست نیست. مهم‌ترین اتفاق در زندگانی او ورود به حلقه پیروان خواجه بهاءالدین محمد نقشبند بود. وی بعد از ورود به سلک مریدان خواجه بهاءالدین و طی مقدمات سلوک چندان از نایت خواجه نقشبند برخواردار شد که بعد از او در این طریقه مقام ارشاد را برعهده گرفت. سخنان بهاءالدین محمد دربارهٔ پارساکه خلیفه دوم او بعد از خواجه علاءالدین عطار محسوب می‌شود حاکی از مقامات معنوی خواجه پارسا و نیز توجه خاص پیر نقشبند بدو بوده‌است.
محمد پارسا دو بار به زیارت خانه خدا رفت: بار اول در ملازمت بهاءالدین نقشبند و بار دوم در محرم سال ۸۲۲ق. در سفر اخیر که از نسف، ترمذ، بلخ و هرات گذشت وقتی به ولایت جام رسید پدر عبدالرحمان جامی به همراه عده ای به دیدار او رفتند. جامی در آن وقت پنج ساله بوده و خواجه پارسا بدو التفات کرده‌است.

عبدالرحمان در این باره می‌گوید:
«امروز از آن شصت سال است. هنوز صفای طلعت منور ایشان در چشم من است و لذت دیدار مبارک ایشان در دل من.»
در این مسافرت محمدپارسا بعد از گذراندن مناسک حج به بیماری سختی مبتلا شد چنان‌که در عماری طواف وداع را به جای آورد و با همان حالت ضعف و بیماری عازم مدینه شد و یک روز بعد از ورود به مدینه، پنج شنبه ۲۴ ذی الحجه بدرود حیات گفت.
بعد از درگذشت پارسا مقام ارشاد نقشبندیان به پسرش ابونصر رسید. جامی، ابونصر را نیز مانند پدرش جامع شریعت و طریقت دانسته‌است.

## مشرب عرفانی خواجه پارسا
مشرب عرفانی خواجه پارسا در سده هشتم و نهم هجری، اهمیت خاصی دارد زیرااز یک سو به مبانی طریقه نقشبندیه که دنباله طریقت‌های سنت اول عرفانی به‌شمار می‌آید پایبند بود و به عنوان یکی از مشایخ بزرگ این طریقه در ترویج آن اهتمام داشت و از سوی دیگر به آراء ابن عربی گرایش و علاقه نشان می‌داد. جامی در این باره از پارسا نقل کرده‌است:
«فصوص جان است و فتوحات دل. هرکه فصوص را نیک می‌داند وی را داعیه متابعت حضرت رسول قوی می‌گردد.»
بدین جهت او کوشید تعالیم ذوقی و معاملات عرفانی طریقه نقشبندیه را با آراء ابن عربی تلفیق کند. این مشی خواجه گرچه به مذاق همه پیروان طریقه نقشبندیه موافق نیامد اما موجب شد بعد از او شماری از پیروان این طریقه شیوه وی را دنبال کنند. عبدالرحمان جامی یکی از پیروان شاخص این طریقه است که بعد از پارسا نقش مهمی در تبیین و ترویج آراء ابن عربی داشت. البته دربارهٔ اینکه تا چه حد می‌توان مبانی طریقه نقشبندیه را با آراء ابن عربی انطباق داد باید به‌طور جدی تأمل کرد.

## آثار
از خواجه محمد پارسا تألیفات زیادی بر جای مانده‌است. آثار وی در شکل‌گیری و رواج طریقه نقشبندیه نقش زیادی داشت چندان که وی را پایه‌گذار سنتهای علمی و ادبی طریقه نقشبندی دانسته‌اند.
- فصل الخطاب لوصل الاحباب فی المحاضرات
- شرح فصوص الحکم به زبان فارسی
- رساله قدسیه
- تفسیر بر سوره‌های دو جزء ملک و نبا به زبان فارسی
- تحقیقات
- عقاید
- الفصول الستخ در حدیث
- مناسک حج
- تفسیر ثمانیه
- الاربعون حدیث
- رمز الاقطاب
- محبوبیه
- مسئله خلق الافعال
- رساله در تحقیق زمان و مکان
- سخن راست
- رساله کشفیه
- کلمات خواجه پارسا
- رساله در ذکر هفتاد و دو فرقه اسلام